# Ариэль (клипер)
Ariel (рус: Ариэль) — парусный клипер, построенный в 1865 году. Победитель «чайных гонок» в 1866 (разделил первое место с клипером «Тайпинг») и 1868 годах.

## История
Клипер «Ариэль» спущен на воду в 1865 году на верфи Steele of Greenock. Чертежи клипера «Ариэль» разработаны шотландцем Уильямом Ренни, а главным кораблестроителем стал Роберт Стилл. В длину «Ариэль» имел 59,4 метра, в ширину — 10,3 метра, водоизмещение парусника составляло 866 тонн. Длина самой высокой мачты клипера «Ариэль» составляла 42 метра, что было выше всех мачт других клиперов.

## Чайная гонка 1866 года
Самая знаменитая парусная чайная гонка состоялась в 1866 году. Из порта Фунчжоу в мае 1866 вышли 16 клиперов, пять из которых были фаворитами гонки: «Ариэль» (капитан Джон Кей), «Fiery Cross» (капитан Ричард Робинсон), «Тайпинг» (капитан Дональд Мак-Киннон), «Серика» (капитан Джордж Иннес), «Taitsing» (капитан Даниэл Нут-сфорд). Все 99 дней гонки клиперы шли достаточно ровно, и было неизвестно, кто же одержит победу. Дольше всех удерживал лидерство в гонке клипер «Fiery Cross», но у мыса Доброй Надежды его обошел «Тайпинг». А вскоре вперед вырвался клипер «Ариэль». И 6 сентября 1866 года «Ариэль» первым подошел к Ла-Маншу. За ним, отстав меньше чем на одну милю, шел «Тайпинг». Далее события развивались весьма драматично. Первым достиг дока клипер «Ариэль», но причалить ему не удалось из-за низкого уровня воды, зато клиперу «Тайпинг» удалось пришвартоваться в другом доке, после чего 7 сентября «Тайпинг» объявили победителем гонки. Но так как ситуация оказалась более чем спорной, то вознаграждение за победу в гонке было поделено между двумя судами. До сих пор единого мнения о победителе этой гонки не существует. Законное третье место досталось клиперу «Serica». «Fairy Cross» и «Taitsing» прибыли в Англию 9 сентября.

## Исчезновение
После 6-ти (шести) лет удачной службы в январе 1872 года «Ариэль» вышел из Лондона в Сидней (Австралия) и исчез бесследно (погиб).
Стройный, узкий корпус и сверхразвитый высокий рангоут нередко приводили к тому, что клиперы не только переворачивались, кренясь через борт, но иной раз и совершали кувырок вперёд и шли под парусами прямо в глубину (ошибка) . Именно такой кувырок, как предполагают, погубил «Ариэль» (ошибка) .